# Peter Pekarík
Peter Pekarík (n. 30 octombrie 1986) este un fundaș slovac care joacă pentru Hertha BSC și echipa națională a Slovaciei.

## Cariera pe echipe

### Žilina
Pekarík, născut la Žilina, a început să joace fotbal la secția de tineret a clubului său local. Debutul său în Corgoň Liga l-a făcut cu echipa ZŤS Dubnica. În primul său sezon, a jucat 27 de meciuri și s-a întors la MŠK Žilina în vara anului 2005. El a câștigat Corgoň Liga în sezonul 2006-2007, jucând 35 de meciuri.

### Wolfsburg
El a impresionat cu meciuri bune în prima jumătate a sezonului 2008-2009 și a semnat un contract de patru ani și jumătate cu echipa germană VfL Wolfsburg în ianuarie 2009.
La 31 ianuarie 2009, etapa a 18-a, a debutat în Bundesliga într-o remiză de 1-1 împotriva lui 1. FC Köln. La pauză, antrenorul Felix Magath l-a înlocuit cu Cristian Zaccardo. Cu excepția unui meci, a jucat în a doua jumătate a sezonului în toate meciurile și a câștigat cu Wolfsburg pentru prima dată în istoria clubului campionatul Germaniei. Cu toate acestea, la sfârșitul sezonului el a fost înlocuit mai des și a pierdut locul în primul unsprezece.

### Kayserispor
În august 2011, Pekarík s-a alăturat echipei Kayserispor din prima ligă turcă pentru sezonul 2011-2012.

### Hertha BSC
După un an în Turcia, Pekarík s-a întors în Germania, semnând cu Hertha BSC.
La 31 martie 2017, în cel de-al optulea sezon din Germania, Pekarík a marcat primul său gol în Bundesliga într-o înfrângere scor 1-3 împotriva lui Hoffenheim. În acest moment a fost cel de-al 151-lea meci jucat de el în Bundesliga.

## Cariera internațională
Pekarík și-a făcut debutul la echipa naționale împotriva Emiratelor Arabe Unite la 10 decembrie 2006. El a înscris primul său gol la națională într-o victorie scor 7-0 cu San Marino. El a făcut parte din echipa națională de fotbal a Slovaciei la Campionatul Mondial din 2010 și UEFA Euro 2016.

## Statistici privind cariera

### Statistici pe echipe
Începând cu 15 octombrie 2017
| Club                   | Sezon         | Divizie       | Campionat | Campionat | Cup     | Cup    | Continental | Continental | Total   | Total  |
| Club                   | Sezon         | Divizie       | Meciuri   | Goluri    | Meciuri | Goluri | Meciuri     | Goluri      | Meciuri | Goluri |
| ---------------------- | ------------- | ------------- | --------- | --------- | ------- | ------ | ----------- | ----------- | ------- | ------ |
| MFK Dubnica (împrumut) | 2004–2005     | Corgoň Liga   | 27        | 0         | –       | –      | –           | –           | 27      | 0      |
| MŠK Žilina             | 2005–2006     | Corgoň Liga   | 27        | 2         | –       | –      | 4           | 0           | 31      | 2      |
| MŠK Žilina             | 2006–2007     | Corgoň Liga   | 35        | 0         | –       | –      | –           | –           | 35      | 0      |
| MŠK Žilina             | 2007–2008     | Corgoň Liga   | 31        | 1         | –       | –      | 4           | 0           | 35      | 1      |
| MŠK Žilina             | 2008–2009     | Corgoň Liga   | 18        | 3         | –       | –      | 10          | 0           | 28      | 3      |
| MŠK Žilina             | Total         | Total         | 138       | 6         | –       | –      | 18          | 0           | 156     | 6      |
| VfL Wolfsburg          | 2008–2009     | Bundesliga    | 16        | 0         | 2       | 0      | –           | –           | 18      | 0      |
| VfL Wolfsburg          | 2009–2010     | Bundesliga    | 16        | 0         | –       | –      | 7           | 0           | 23      | 0      |
| VfL Wolfsburg          | 2010–2011     | Bundesliga    | 23        | 0         | 1       | 0      | –           | –           | 24      | 0      |
| VfL Wolfsburg          | Total         | Total         | 55        | 0         | 3       | 0      | 7           | 0           | 65      | 0      |
| Kayserispor (împrumut) | 2011–2012     | Süper Lig     | 27        | 0         | 2       | 0      | –           | –           | 29      | 0      |
| Kayserispor (împrumut) | Total         | Total         | 27        | 0         | 2       | 0      | –           | –           | 29      | 0      |
| Hertha BSC             | 2012–2013     | 2. Bundesliga | 19        | 0         | –       | –      | –           | –           | 19      | 0      |
| Hertha BSC             | 2013–2014     | Bundesliga    | 31        | 0         | 2       | 0      | –           | –           | 33      | 0      |
| Hertha BSC             | 2014–2015     | Bundesliga    | 30        | 0         | 1       | 0      | –           | –           | 31      | 0      |
| Hertha BSC             | 2015–2016     | Bundesliga    | 12        | 0         | 1       | 0      | –           | –           | 13      | 0      |
| Hertha BSC             | 2016–2017     | Bundesliga    | 31        | 1         | 3       | 0      | 2           | 0           | 36      | 1      |
| Hertha BSC             | 2017–2018     | Bundesliga    | 2         | 0         | –       | –      | 2           | 0           | 4       | 0      |
| Hertha BSC             | Total         | Total         | 125       | 1         | 7       | 0      | 4           | 0           | 136     | 1      |
| Total carieră          | Total carieră | Total carieră | 345       | 7         | 12      | 0      | 29          | 0           | 386     | 7      |

### Internațional
Din 16 noiembrie 2018
| Echipa națională | Sezon | Meciuri | Goluri |
| ---------------- | ----- | ------- | ------ |
| Slovacia         | 2006  | 1       | 0      |
| Slovacia         | 2008  | 5       | 0      |
| Slovacia         | 2009  | 12      | 1      |
| Slovacia         | 2010  | 10      | 0      |
| Slovacia         | 2011  | 8       | 0      |
| Slovacia         | 2012  | 8       | 0      |
| Slovacia         | 2013  | 6       | 0      |
| Slovacia         | 2014  | 8       | 0      |
| Slovacia         | 2015  | 5       | 1      |
| Slovacia         | 2016  | 10      | 0      |
| Slovacia         | 2017  | 7       | 0      |
| Slovacia         | 2018  | 5       | 0      |
| Slovacia         | 2019  | 1       | 0      |
| Total            | Total | 86      | 2      |

### Goluri internaționale
| #  | Data           | Stadion                              | Adversar   | Scor | Rezultat | Competiție                                   |
| -- | -------------- | ------------------------------------ | ---------- | ---- | -------- | -------------------------------------------- |
| 1. | 6 iunie 2009   | Tehelné pole, Bratislava, Slovacia   | San Marino | 2 -0 | 7-0      | Calificările la Campionatul Mondial din 2010 |
| 2. | 27 martie 2015 | Štadión pod Dubňom, Žilina, Slovacia | Luxemburg  | 3 -0 | 3-0      | Calificările la Euro 2016                    |

## Titluri
MŠK Žilina
- Liga Corgoň: 2006-2007 [5]
- Supercupa Slovaciei: 2007

VfL Wolfsburg
Hertha BSC
- 2. Bundesliga: 2012-2013 [5]